# Romanesca
Romanesca ist der Name eines im 16. und 17. Jahrhundert europaweit verbreiteten und damals sehr populären melodisch-harmonischen Satzmodells, das für instrumentale Sätze, Arien und Variationszyklen verwendet wurde. Berühmte Beispiele für das Romanesca-Modell sind das Lied Greensleeves und das Villancico Guardame las vacas, „Hüte mir die Kühe“ (bekannt geworden sind die vierstimmigen Variationen darüber für Vihuela von Luis de Narváez und Alonso Mudarra).
Die Romanesca, oft auch Aria per cantar genannt, ist eng verwandt mit dem Passamezzo antico und der Folia. Der Ursprung der Romanesca – italienisch oder spanisch – ist bisher nicht hinreichend geklärt.